# Hishimonus prolongatus
Hishimonus prolongatus är en insektsart som beskrevs av Li och Wang 2004. Hishimonus prolongatus ingår i släktet Hishimonus och familjen dvärgstritar. Inga underarter finns listade i Catalogue of Life.